# Loek Brandts Buys
Ludwig (Loek) Brandts Buys (Warnsveld, 15 juli 1908 – Amersfoort, 6 januari 1983) was een Nederlands architect en tekenaar.

## Leven en werk
Hij was de zoon van Marius Adrianus jr. en Henriëtte Mathilda Versteegh. Hoewel zijn familie en gezin bol stond van muzikaliteit, zoals het al zoveel generaties had gedaan, zou hij, in tegenstelling tot zijn oudere broer Hans, niet in de voetsporen van zijn vader en voorouders treden en de Brandts Buys traditie volgen door een carrière in de muziek te kiezen. In plaats daarvan blonk hij uit in tekentalent en zou hij zich ontpoppen tot architect.
Onder de naam L. Brandts Buys droeg hij bij aan zijn vaders werk door diens boek Muzikale Vormleer van constructie- en pentekeningen te voorzien. Brandts Buys' interesse lag bij bouwkunde en specifiek boerderijenbouw. Zijn boek De Landelijke Bouwkunst in Hollands Noorderkwartier (ook bekend als 'de Stolpenbijbel') en zijn bijdrage aan De Stolp te Kijk zijn toonaangevend op zijn vakgebied.
Door zijn medewerken werd de Stichting Historisch Boerderij Onderzoek opgericht. Tevens was hij actief in talloze andere commissies zoals de Wieringermeerdirectie, Bureau Wederopbouw boerderijen (Dordrecht, Wieringermeer en de Noordoostpolder) en de Oudheidkundige Kring Zuidhorn. Vanaf 1946 tot 1971 was hij supervisor van de Provinciale Groningse Schoonheidscommissie.
Loek, zoals hij in het dagelijks leven werd genoemd, trouwde op 24 juli 1940 in Rheden met Len Moll. Ze kregen vijf kinderen.